# Imst

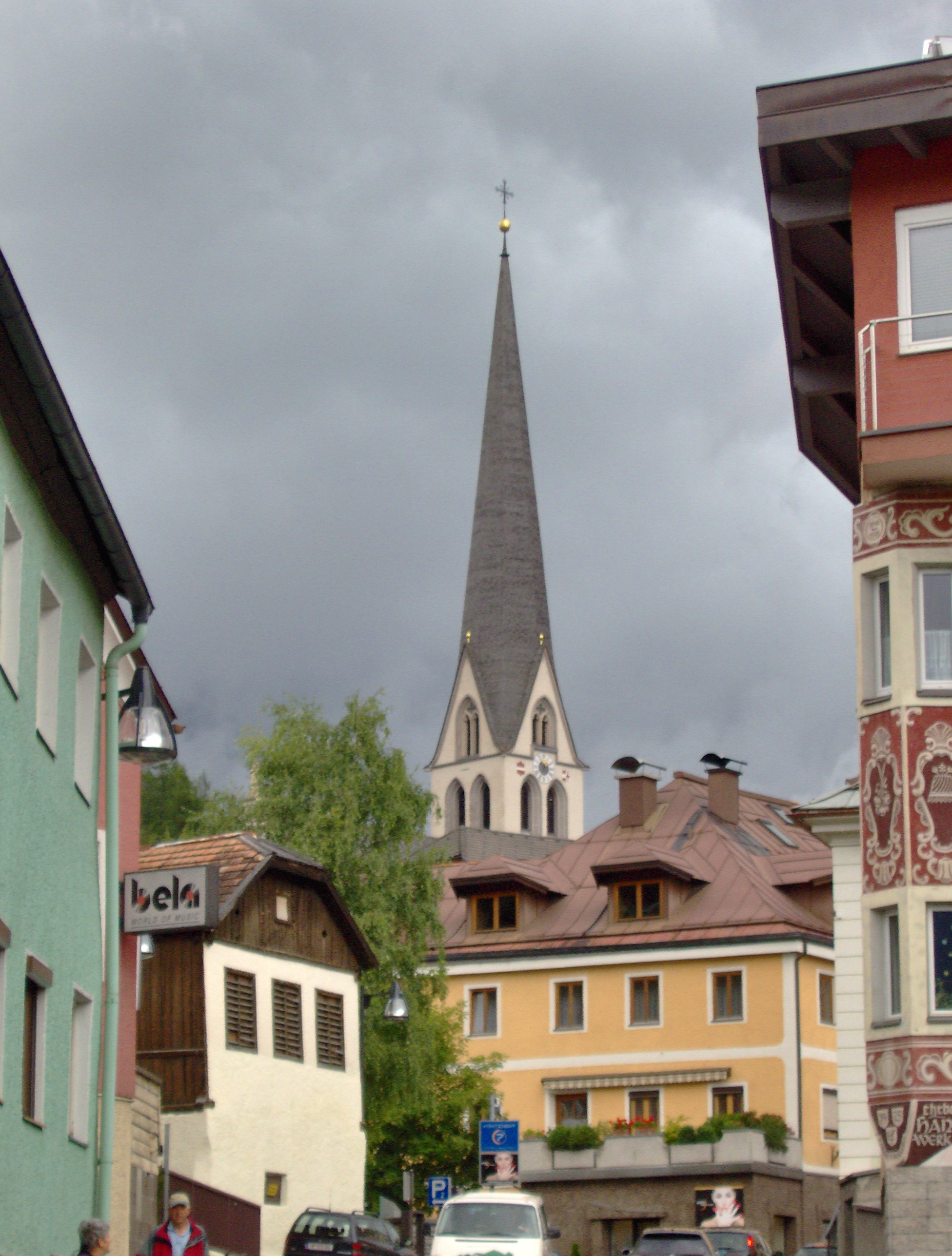
Vista del paisaje urbano de Imst.

Imst es una población en el estado federal de Tirol en Austria. Se encuentra a orillas del río Eno en la zona oeste del Tirol, a unos 55 kilómetros al oeste de Innsbruck y a una elevación de 828 metros sobre el nivel del mar. Su población es de 11,400 habitantes (2006). Imst es el centro administrativo del Distrito de Imst.

## Historia
Imst posee licencia desde 1282 para mantener un mercado regular y los plenos derechos de ciudad le fueron otorgados en  1898.

## Pista de luge
En 1958, se completó la primera pista refrigerada de luge en Imst. La pista tenía 1000.9 metros de largo con 17 vueltas y un desnivel de 124.8 metros, con una pendiente promedio del 12.48%. Imst fue anfitrión del Campeonato Mundial de Luge en 1963 y 1978, y anfitrión del Campeonato Europeo de Luge en 1956, 1971, y 1974.

## Aldeas Infantiles SOS
En 1949, Hermann Gmeiner fundó la primera Aldea Infantil SOS en el distrito de Sonnberg en Imst. 